# Pseudoarachniotus
Pseudoarachniotus är ett släkte av svampar. Pseudoarachniotus ingår i familjen Gymnoascaceae, ordningen Onygenales, klassen Eurotiomycetes, divisionen sporsäcksvampar och riket svampar.
| Pseudoarachniotus | \| \| Pseudoarachniotus trochleosporus \| \| \| \| |
|                   | \| \| Pseudoarachniotus trochleosporus \| \| \| \| |
|                   | Gymnoascus                                         |
|                   |                                                    |
|                   | Arachniotus                                        |
|                   |                                                    |
|                   | Kraurogymnocarpa                                   |
|                   |                                                    |
|                   | Gymnascella                                        |
|                   |                                                    |
|                   | Petalosporus                                       |
|                   |                                                    |
|                   | Acanthogymnomyces                                  |
|                   |                                                    |
|                   | Testudomyces                                       |
|                   |                                                    |
|                   | Amaurascopsis                                      |
|                   |                                                    |
|                   | Actinodendron                                      |
|                   |                                                    |
|                   | Leucothecium                                       |
|                   |                                                    |
|                   | Oncocladium                                        |
|                   |                                                    |
|                   | Orromyces                                          |
|                   |                                                    |
|                   | Acitheca                                           |
|                   |                                                    |
|                   | Pseudoarachniotus trochleosporus                   |
|                   |                                                    |

|  | Pseudoarachniotus trochleosporus |
|  |                                  |